# Nicolás Otamendi
Nicolás Hernán Gonzalo Otamendi (Buenos Aires, 12 febbraio 1988) è un calciatore argentino, difensore del Benfica, di cui è capitano, e della nazionale argentina, con cui è diventato campione del mondo nel 2022 e campione del Sud America nel 2021 e nel 2024.

## Caratteristiche tecniche
È soprannominato El General (Il generale), gioca come difensore centrale, dotato di un fisico possente, grintoso e bravo tecnicamente, molto abile nelle chiusure difensive e bravissimo nel gioco aereo.

## Carriera

### Club

#### Vélez
Il tecnico Hugo Tocalli lo fece esordire con il Vélez Sársfield il 10 maggio 2008 nella partita del Clausura 2008 vinta per 2-1 in casa contro il Rosario Central. Inizialmente quinta scelta nel ruolo di difensore centrale dietro a Mariano Uglessich, Waldo Ponce, Fernando Tobio e Marco Torsiglieri, Otamendi seppe ritagliarsi un ruolo da titolare anche grazie al nuovo tecnico Ricardo Gareca nel Clausura 2009, torneo del quale fu una delle rivelazioni. Nella terza partita della stagione sostituì al centro della difesa il cileno Ponce, infortunatosi con la sua Nazionale, e grazie alle ottime prestazioni conquistò una maglia nell'undici iniziale del club di Liniers insieme a Sebastián Domínguez. Risultò tra i giocatori decisivi per la vittoria del Clausura 2009.
Il primo gol lo realizzò nel torneo di Apertura 2009, nella gara vinta per 3-1 contro l'Arsenal de Sarandí. Nella stessa stagione debuttò in una competizione internazionale, la Copa Sudamericana 2009.

#### Porto
Il 23 agosto 2010 i portoghesi del Porto, attraverso il proprio sito ufficiale, rendono nota l'acquisizione del giocatore per una cifra di 4 milioni di euro. La formalizzazione del trasferimento avverrà in seguito al superamento delle visite mediche.
Con il Porto fa il Treble vincendo campionato, coppa portoghese ed Europa League.

#### Valencia e prestito in Brasile
Il 5 febbraio 2014 viene acquistato per la stagione successiva dal Valencia per 15 milioni di euro. Qualche giorno dopo viene ceduto in prestito all'Atlético Mineiro fino a fine stagione. Tornato al Valencia, totalizza 38 presenze e 6 gol in stagione tra campionato e coppa nazionale.

#### Manchester City

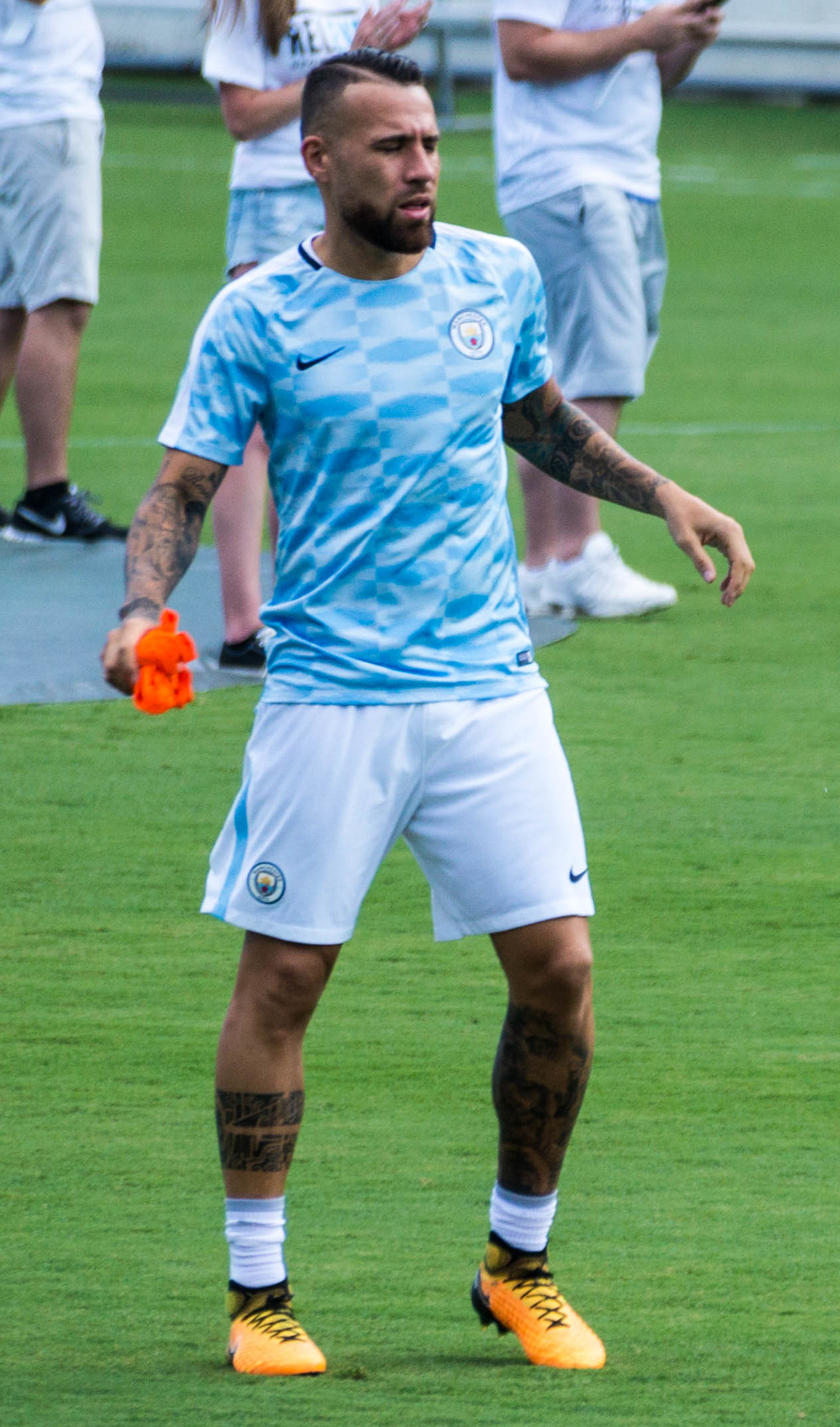
Otamendi durante un allenamento con il Manchester City nel 2017.

Il 20 agosto 2015 si trasferisce per 45 milioni di euro al Manchester City con cui firma un contratto quinquennale scegliendo di indossare la maglia numero 30 e diventando (all'epoca) anche il terzo difensore più pagato della storia del calcio dopo David Luiz (50 milioni al PSG) e Rio Ferdinand (46,5 al Manchester United). Il 31 ottobre 2015 segna la sua prima rete in maglia Citizens nella partita interna vinta 2-1 contro il Norwich City.
Il 1º novembre 2017 realizza una rete nella partita di UEFA Champions League vinta in trasferta per 4-2 contro il Napoli. Il 10 dicembre seguente è decisiva la sua rete del (2-1) nel derby di Manchester giocato all'Old Trafford contro lo United. Il 17 gennaio 2018 prolunga il suo contratto con gli Sky blues fino al giugno 2022.

#### Benfica
Il 29 settembre 2020 viene ceduto al Benfica.In seguito diventa capitano della squadra.

### Nazionale

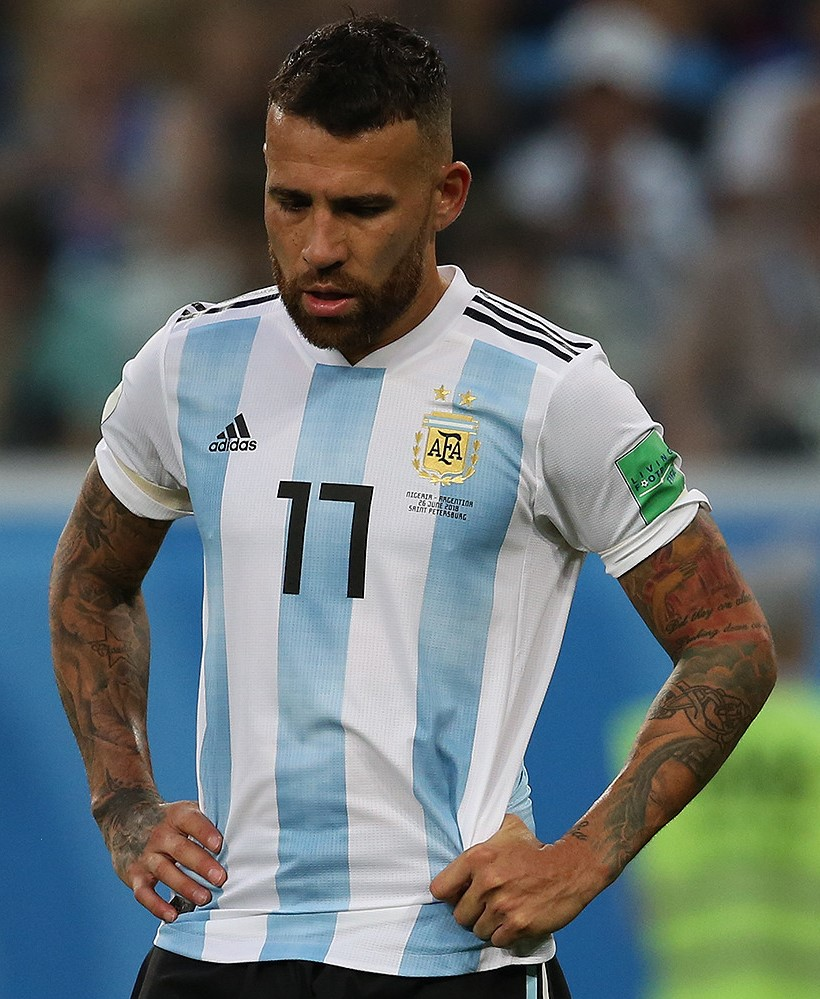
Otamendi con la maglia dell'Argentina durante il.

Convocato dal CT Diego Armando Maradona per l'amichevole contro Panama, (a 21 anni e con sole 11 partite con il Vélez alle spalle) il 20 maggio 2009 fece il suo debutto in nazionale come titolare, partecipando alla vittoria per 3-1. In seguito fece parte stabilmente della rosa della nazionale durante le qualificazioni al Mondiale 2010, per le partite contro Colombia ed Ecuador, contro il quale giocò al centro della retroguardia insieme a Martín Demichelis. Titolare anche contro il Brasile, insieme al compagno nel Vélez Sebastián Domínguez, partì per la terza volta titolare nell'ultima e decisiva gara contro l'Uruguay, che giocò da ala destra.
Il 19 maggio 2010 è stato convocato per la fase finale dei Mondiale 2010.
Nell'estate 2015 disputa da titolare con l'Argentina la Copa América, persa in finale ai rigori dagli argentini contro il Cile.
Viene convocato per la Copa América Centenario negli Stati Uniti; anche questa volta gli argentini vengono sconfitti ai rigori dal Cile.
Convocato per i Mondiali 2018, lui è titolare della retroguardia argentina, ma la squadra esce agli ottavi contro la Francia.
Convocato per la Copa América 2021 e i Mondiali 2022, vince entrambe le manifestazioni; in quest'ultima, in occasione della finale vinta ai rigori contro la Francia, raggiunge quota 100 presenze con la nazionale.
Il 21 novembre 2023 realizza il gol decisivo nello storico successo dell'albiceleste in casa del Brasile (0-1).
Convocato per la Copa América 2024, nel corso del torneo, in occasione della semifinale vinta 2-0 contro il Canada, raggiunge quota 116 presenze con l'Argentina superando Roberto Ayala diventando così (in solitaria) il quinto calciatore più presente nella storia dell'albiceleste.

## Statistiche

### Presenze e reti nei club
Statistiche aggiornate al 16 giugno 2025.
| Stagione               | Squadra                | Campionato             | Campionato | Campionato | Coppe nazionali | Coppe nazionali | Coppe nazionali | Coppe continentali | Coppe continentali | Coppe continentali | Altre coppe | Altre coppe | Altre coppe | Totale | Totale |
| Stagione               | Squadra                | Comp                   | Pres       | Reti       | Comp            | Pres            | Reti            | Comp               | Pres               | Reti               | Comp        | Pres        | Reti        | Pres   | Reti   |
| ---------------------- | ---------------------- | ---------------------- | ---------- | ---------- | --------------- | --------------- | --------------- | ------------------ | ------------------ | ------------------ | ----------- | ----------- | ----------- | ------ | ------ |
| 2007-2008              | Vélez Sársfield        | PD                     | 1          | 0          | -               | -               | -               | -                  | -                  | -                  | -           | -           | -           | 1      | 0      |
| 2008-2009              | Vélez Sársfield        | PD                     | 18         | 0          | -               | -               | -               | -                  | -                  | -                  | -           | -           | -           | 18     | 0      |
| 2009-2010              | Vélez Sársfield        | PD                     | 19         | 1          | -               | -               | -               | CL+CS              | 8+6                | 0                  | -           | -           | -           | 33     | 1      |
| ago. 2010              | Vélez Sársfield        | PD                     | 2          | 0          | -               | -               | -               | CL+CS              | 0                  | 0                  | -           | -           | -           | 2      | 0      |
| Totale Vélez Sársfield | Totale Vélez Sársfield | Totale Vélez Sársfield | 40         | 1          |                 | -               | -               |                    | 14                 | 0                  |             | -           | -           | 54     | 1      |
| ago. 2010-2011         | Porto                  | PL                     | 15         | 5          | CP+CdL          | 2+1             | 0               | UEL                | 13                 | 1                  | -           | -           | -           | 32     | 6      |
| 2011-2012              | Porto                  | PL                     | 20         | 2          | CP+CdL          | 2+2             | 0               | UCL+UEL            | 5+1                | 0                  | SP+SU       | 0+1         | 0           | 30     | 2      |
| 2012-2013              | Porto                  | PL                     | 29         | 0          | CP+CdL          | 2+3             | 0+1             | UCL                | 8                  | 0                  | SP          | 1           | 0           | 43     | 1      |
| 2013-gen. 2014         | Porto                  | PL                     | 13         | 0          | CP+CdL          | 2+0             | 1               | UCL                | 4                  | 0                  | SP          | 1           | 0           | 20     | 1      |
| Totale Porto           | Totale Porto           | Totale Porto           | 77         | 7          |                 | 14              | 2               |                    | 31                 | 1                  |             | 3           | 0           | 125    | 10     |
| 2014                   | Atlético Mineiro       | M1/MG+A                | 7+5        | 1+0        | CB              | 0               | 0               | CL                 | 7                  | 0                  | RS          | 0           | 0           | 19     | 1      |
| 2014-2015              | Valencia               | PD                     | 35         | 6          | CR              | 3               | 0               | -                  | -                  | -                  | -           | -           | -           | 38     | 6      |
| 2015-2016              | Manchester City        | PL                     | 30         | 1          | FACup+CdL       | 2+5             | 0               | UCL                | 12                 | 0                  | -           | -           | -           | 49     | 1      |
| 2016-2017              | Manchester City        | PL                     | 30         | 1          | FACup+CdL       | 5+1             | 0               | UCL                | 7                  | 0                  | -           | -           | -           | 43     | 1      |
| 2017-2018              | Manchester City        | PL                     | 34         | 4          | FACup+CdL       | 2+2             | 0               | UCL                | 8                  | 1                  | -           | -           | -           | 46     | 5      |
| 2018-2019              | Manchester City        | PL                     | 18         | 0          | FACup+CdL       | 5+4             | 1+0             | UCL                | 5                  | 0                  | CS          | 1           | 0           | 33     | 1      |
| 2019-2020              | Manchester City        | PL                     | 24         | 2          | FACup+CdL       | 3+3             | 0+1             | UCL                | 8                  | 0                  | CS          | 1           | 0           | 39     | 3      |
| Totale Manchester City | Totale Manchester City | Totale Manchester City | 136        | 8          |                 | 32              | 2               |                    | 40                 | 1                  |             | 2           | 0           | 210    | 11     |
| 2020-2021              | Benfica                | PL                     | 27         | 1          | CP+CdL          | 4+0             | 0               | UEL                | 6                  | 0                  | SP          | 1           | 0           | 38     | 1      |
| 2021-2022              | Benfica                | PL                     | 28         | 0          | CP+CdL          | 1+1             | 0               | UCL                | 13                 | 0                  | -           | -           | -           | 43     | 0      |
| 2022-2023              | Benfica                | PL                     | 31         | 1          | CP+CdL          | 2+0             | 0               | UCL                | 13                 | 1                  | -           | -           | -           | 46     | 2      |
| 2023-2024              | Benfica                | PL                     | 31         | 2          | CP+CdL          | 5+2             | 1+1             | UCL+UEL            | 6+6                | 0                  | SP          | 1           | 0           | 51     | 4      |
| 2024-2025              | Benfica                | PL                     | 31         | 6          | CP+CdL          | 4+3             | 0+0             | UCL                | 12                 | 1                  | CmC         | 4           | 1           | 54     | 8      |
| Totale Benfica         | Totale Benfica         | Totale Benfica         | 148        | 10         |                 | 22              | 2               |                    | 55                 | 2                  |             | 6           | 1           | 234    | 15     |
| Totale carriera        | Totale carriera        | Totale carriera        | 430        | 33         |                 | 71              | 6               |                    | 148                | 4                  |             | 11          | 1           | 680    | 44     |

### Cronologia presenze e reti in nazionale
| Cronologia completa delle presenze e delle reti in nazionale ― Argentina | Cronologia completa delle presenze e delle reti in nazionale ― Argentina | Cronologia completa delle presenze e delle reti in nazionale ― Argentina | Cronologia completa delle presenze e delle reti in nazionale ― Argentina | Cronologia completa delle presenze e delle reti in nazionale ― Argentina | Cronologia completa delle presenze e delle reti in nazionale ― Argentina | Cronologia completa delle presenze e delle reti in nazionale ― Argentina | Cronologia completa delle presenze e delle reti in nazionale ― Argentina |
| Data                                                                     | Città                                                                    | In casa                                                                  | Risultato                                                                | Ospiti                                                                   | Competizione                                                             | Reti                                                                     | Note                                                                     |
| ------------------------------------------------------------------------ | ------------------------------------------------------------------------ | ------------------------------------------------------------------------ | ------------------------------------------------------------------------ | ------------------------------------------------------------------------ | ------------------------------------------------------------------------ | ------------------------------------------------------------------------ | ------------------------------------------------------------------------ |
| 20-5-2009                                                                | Santa Fe                                                                 | Argentina                                                                | 3 – 1                                                                    | Panama                                                                   | Amichevole                                                               | -                                                                        |                                                                          |
| 10-6-2009                                                                | Quito                                                                    | Ecuador                                                                  | 2 – 0                                                                    | Argentina                                                                | Qual. Mondiali 2010                                                      | -                                                                        |                                                                          |
| 12-8-2009                                                                | Mosca                                                                    | Russia                                                                   | 2 – 3                                                                    | Argentina                                                                | Amichevole                                                               | -                                                                        | 46’                                                                      |
| 5-9-2009                                                                 | Rosario                                                                  | Argentina                                                                | 1 – 3                                                                    | Brasile                                                                  | Qual. Mondiali 2010                                                      | -                                                                        |                                                                          |
| 14-10-2009                                                               | Montevideo                                                               | Uruguay                                                                  | 0 – 1                                                                    | Argentina                                                                | Qual. Mondiali 2010                                                      | -                                                                        | 16’                                                                      |
| 3-3-2010                                                                 | Monaco di Baviera                                                        | Germania                                                                 | 0 – 1                                                                    | Argentina                                                                | Amichevole                                                               | -                                                                        |                                                                          |
| 24-5-2010                                                                | Buenos Aires                                                             | Argentina                                                                | 5 – 0                                                                    | Canada                                                                   | Amichevole                                                               | -                                                                        |                                                                          |
| 22-6-2010                                                                | Polokwane                                                                | Grecia                                                                   | 0 – 2                                                                    | Argentina                                                                | Mondiali 2010 - 1º turno                                                 | -                                                                        |                                                                          |
| 27-6-2010                                                                | Johannesburg                                                             | Argentina                                                                | 3 – 1                                                                    | Messico                                                                  | Mondiali 2010 - Ottavi di finale                                         | -                                                                        |                                                                          |
| 3-7-2010                                                                 | Città del Capo                                                           | Argentina                                                                | 0 – 4                                                                    | Germania                                                                 | Mondiali 2010 - Quarti di finale                                         | -                                                                        | 11’ 70’                                                                  |
| 29-3-2011                                                                | San José                                                                 | Costa Rica                                                               | 0 – 0                                                                    | Argentina                                                                | Amichevole                                                               | -                                                                        | 46’                                                                      |
| 2-9-2011                                                                 | Calcutta                                                                 | Argentina                                                                | 1 – 0                                                                    | Venezuela                                                                | Amichevole                                                               | 1                                                                        |                                                                          |
| 6-9-2011                                                                 | Dacca                                                                    | Argentina                                                                | 3 – 1                                                                    | Nigeria                                                                  | Amichevole                                                               | -                                                                        |                                                                          |
| 7-10-2011                                                                | Buenos Aires                                                             | Argentina                                                                | 4 – 1                                                                    | Cile                                                                     | Qual. Mondiali 2014                                                      | -                                                                        |                                                                          |
| 11-10-2011                                                               | Puerto La Cruz                                                           | Venezuela                                                                | 1 – 0                                                                    | Argentina                                                                | Qual. Mondiali 2014                                                      | -                                                                        |                                                                          |
| 18-11-2013                                                               | Saint Louis                                                              | Argentina                                                                | 2 – 0                                                                    | Bosnia ed Erzegovina                                                     | Amichevole                                                               | -                                                                        |                                                                          |
| 14-10-2014                                                               | Hong Kong                                                                | Hong Kong                                                                | 0 – 7                                                                    | Argentina                                                                | Amichevole                                                               | -                                                                        |                                                                          |
| 18-11-2014                                                               | Manchester                                                               | Argentina                                                                | 0 – 1                                                                    | Portogallo                                                               | Amichevole                                                               | -                                                                        |                                                                          |
| 31-3-2015                                                                | East Rutherford                                                          | Argentina                                                                | 2 – 1                                                                    | Ecuador                                                                  | Amichevole                                                               | -                                                                        |                                                                          |
| 6-6-2015                                                                 | San Juan                                                                 | Argentina                                                                | 5 – 0                                                                    | Bolivia                                                                  | Amichevole                                                               | -                                                                        | 48’ 61’                                                                  |
| 13-6-2015                                                                | La Serena                                                                | Argentina                                                                | 2 – 2                                                                    | Paraguay                                                                 | Coppa America 2015 - 1º turno                                            | -                                                                        | 83’                                                                      |
| 16-6-2015                                                                | La Serena                                                                | Argentina                                                                | 1 – 0                                                                    | Uruguay                                                                  | Coppa America 2015 - 1º turno                                            | -                                                                        |                                                                          |
| 26-6-2015                                                                | Viña del Mar                                                             | Argentina                                                                | 0 – 0 (5 – 4 dtr)                                                        | Colombia                                                                 | Coppa America 2015 - Quarti di finale                                    | -                                                                        |                                                                          |
| 30-6-2015                                                                | Concepción                                                               | Argentina                                                                | 6 – 1                                                                    | Paraguay                                                                 | Coppa America 2015 - Semifinale                                          | -                                                                        |                                                                          |
| 4-7-2015                                                                 | Santiago del Cile                                                        | Cile                                                                     | 0 – 0 dts (4 – 1 dtr)                                                    | Argentina                                                                | Coppa America 2015 - Finale                                              | -                                                                        |                                                                          |
| 8-9-2015                                                                 | Arlington                                                                | Argentina                                                                | 2 – 2                                                                    | Messico                                                                  | Amichevole                                                               | -                                                                        | 30’                                                                      |
| 8-10-2015                                                                | Buenos Aires                                                             | Argentina                                                                | 0 – 2                                                                    | Ecuador                                                                  | Qual. Mondiali 2018                                                      | -                                                                        |                                                                          |
| 13-10-2015                                                               | Asunción                                                                 | Paraguay                                                                 | 0 – 0                                                                    | Argentina                                                                | Qual. Mondiali 2018                                                      | -                                                                        |                                                                          |
| 13-11-2015                                                               | Buenos Aires                                                             | Argentina                                                                | 1 – 1                                                                    | Brasile                                                                  | Qual. Mondiali 2018                                                      | -                                                                        | 62’                                                                      |
| 17-11-2015                                                               | Barranquilla                                                             | Colombia                                                                 | 0 – 1                                                                    | Argentina                                                                | Qual. Mondiali 2018                                                      | -                                                                        |                                                                          |
| 24-3-2016                                                                | Santiago del Cile                                                        | Cile                                                                     | 1 – 2                                                                    | Argentina                                                                | Qual. Mondiali 2018                                                      | -                                                                        | 90+2’                                                                    |
| 27-5-2016                                                                | San Juan                                                                 | Argentina                                                                | 1 – 0                                                                    | Honduras                                                                 | Amichevole                                                               | -                                                                        | 77’                                                                      |
| 6-6-2016                                                                 | Santa Clara                                                              | Argentina                                                                | 2 – 1                                                                    | Cile                                                                     | Coppa America Centenario - 1º turno                                      | -                                                                        |                                                                          |
| 10-6-2016                                                                | Chicago                                                                  | Argentina                                                                | 5 – 0                                                                    | Panama                                                                   | Coppa America Centenario - 1º turno                                      | 1                                                                        |                                                                          |
| 14-6-2016                                                                | Seattle                                                                  | Argentina                                                                | 3 – 0                                                                    | Bolivia                                                                  | Coppa America Centenario - 1º turno                                      | -                                                                        | 75’                                                                      |
| 18-6-2016                                                                | Foxborough                                                               | Argentina                                                                | 4 – 1                                                                    | Venezuela                                                                | Coppa America Centenario - Quarti di finale                              | -                                                                        |                                                                          |
| 21-6-2016                                                                | Houston                                                                  | Stati Uniti                                                              | 0 – 4                                                                    | Argentina                                                                | Coppa America Centenario - Semifinale                                    | -                                                                        |                                                                          |
| 26-6-2016                                                                | East Rutherford                                                          | Argentina                                                                | 0 – 0 dts (2 – 4 dtr)                                                    | Cile                                                                     | Coppa America Centenario - Finale                                        | -                                                                        |                                                                          |
| 1-9-2016                                                                 | Mendoza                                                                  | Argentina                                                                | 1 – 0                                                                    | Uruguay                                                                  | Qual. Mondiali 2018                                                      | -                                                                        |                                                                          |
| 6-9-2016                                                                 | Mérida                                                                   | Venezuela                                                                | 2 – 2                                                                    | Argentina                                                                | Qual. Mondiali 2018                                                      | 1                                                                        | 30’                                                                      |
| 6-10-2016                                                                | Lima                                                                     | Perù                                                                     | 2 – 2                                                                    | Argentina                                                                | Qual. Mondiali 2018                                                      | -                                                                        | 30’                                                                      |
| 10-11-2016                                                               | Belo Horizonte                                                           | Brasile                                                                  | 3 – 0                                                                    | Argentina                                                                | Qual. Mondiali 2018                                                      | -                                                                        | 63’                                                                      |
| 15-11-2016                                                               | San Juan                                                                 | Argentina                                                                | 3 – 0                                                                    | Colombia                                                                 | Qual. Mondiali 2018                                                      | -                                                                        |                                                                          |
| 23-3-2017                                                                | Buenos Aires                                                             | Argentina                                                                | 1 – 0                                                                    | Cile                                                                     | Qual. Mondiali 2018                                                      | -                                                                        | 74’                                                                      |
| 9-6-2017                                                                 | Melbourne                                                                | Brasile                                                                  | 0 – 1                                                                    | Argentina                                                                | Amichevole                                                               | -                                                                        |                                                                          |
| 31-8-2017                                                                | Montevideo                                                               | Uruguay                                                                  | 0 – 0                                                                    | Argentina                                                                | Qual. Mondiali 2018                                                      | -                                                                        |                                                                          |
| 5-9-2017                                                                 | Buenos Aires                                                             | Argentina                                                                | 1 – 1                                                                    | Venezuela                                                                | Qual. Mondiali 2018                                                      | -                                                                        | 90+1’                                                                    |
| 5-10-2017                                                                | Buenos Aires                                                             | Argentina                                                                | 0 – 0                                                                    | Perù                                                                     | Qual. Mondiali 2018                                                      | -                                                                        |                                                                          |
| 10-10-2017                                                               | Quito                                                                    | Ecuador                                                                  | 1 – 3                                                                    | Argentina                                                                | Qual. Mondiali 2018                                                      | -                                                                        |                                                                          |
| 11-11-2017                                                               | Mosca                                                                    | Russia                                                                   | 0 – 1                                                                    | Argentina                                                                | Amichevole                                                               | -                                                                        |                                                                          |
| 14-11-2017                                                               | Krasnodar                                                                | Argentina                                                                | 2 – 4                                                                    | Nigeria                                                                  | Amichevole                                                               | -                                                                        |                                                                          |
| 23-3-2018                                                                | Manchester                                                               | Argentina                                                                | 2 – 0                                                                    | Italia                                                                   | Amichevole                                                               | -                                                                        |                                                                          |
| 27-3-2018                                                                | Madrid                                                                   | Spagna                                                                   | 6 – 1                                                                    | Argentina                                                                | Amichevole                                                               | 1                                                                        |                                                                          |
| 29-5-2018                                                                | Buenos Aires                                                             | Argentina                                                                | 4 – 0                                                                    | Haiti                                                                    | Amichevole                                                               | -                                                                        |                                                                          |
| 16-6-2018                                                                | Mosca                                                                    | Argentina                                                                | 1 – 1                                                                    | Islanda                                                                  | Mondiali 2018 - 1º turno                                                 | -                                                                        |                                                                          |
| 21-6-2018                                                                | Nižnij Novgorod                                                          | Argentina                                                                | 0 – 3                                                                    | Croazia                                                                  | Mondiali 2018 - 1º turno                                                 | -                                                                        | 85’                                                                      |
| 26-6-2018                                                                | San Pietroburgo                                                          | Nigeria                                                                  | 1 – 2                                                                    | Argentina                                                                | Mondiali 2018 - 1º turno                                                 | -                                                                        |                                                                          |
| 30-6-2018                                                                | Kazan'                                                                   | Francia                                                                  | 4 – 3                                                                    | Argentina                                                                | Mondiali 2018 - Ottavi di finale                                         | -                                                                        | 90+3’                                                                    |
| 16-10-2018                                                               | Gedda                                                                    | Brasile                                                                  | 1 – 0                                                                    | Argentina                                                                | Amichevole                                                               | -                                                                        |                                                                          |
| 8-6-2019                                                                 | San Juan                                                                 | Argentina                                                                | 5 – 1                                                                    | Nicaragua                                                                | Amichevole                                                               | -                                                                        |                                                                          |
| 15-6-2019                                                                | Salvador                                                                 | Argentina                                                                | 0 – 2                                                                    | Colombia                                                                 | Coppa America 2019 - 1º turno                                            | -                                                                        |                                                                          |
| 19-6-2019                                                                | Belo Horizonte                                                           | Argentina                                                                | 1 – 1                                                                    | Paraguay                                                                 | Coppa America 2019 - 1º turno                                            | -                                                                        | 83’                                                                      |
| 23-6-2019                                                                | Porto Alegre                                                             | Qatar                                                                    | 0 – 2                                                                    | Argentina                                                                | Coppa America 2019 - 1º turno                                            | -                                                                        |                                                                          |
| 28-6-2019                                                                | Rio de Janeiro                                                           | Venezuela                                                                | 0 – 2                                                                    | Argentina                                                                | Coppa America 2019 - Quarti di finale                                    | -                                                                        |                                                                          |
| 2-7-2019                                                                 | Belo Horizonte                                                           | Brasile                                                                  | 2 – 0                                                                    | Argentina                                                                | Coppa America 2019 - Semifinale                                          | -                                                                        |                                                                          |
| 6-7-2019                                                                 | San Paolo                                                                | Argentina                                                                | 2 – 1                                                                    | Cile                                                                     | Coppa America 2019 - Finale 3º posto                                     | -                                                                        |                                                                          |
| 5-9-2019                                                                 | Los Angeles                                                              | Cile                                                                     | 0 – 0                                                                    | Argentina                                                                | Amichevole                                                               | -                                                                        | cap.                                                                     |
| 9-10-2019                                                                | Dortmund                                                                 | Germania                                                                 | 2 – 2                                                                    | Argentina                                                                | Amichevole                                                               | -                                                                        | cap. 26’                                                                 |
| 15-11-2019                                                               | Riyad                                                                    | Brasile                                                                  | 0 – 1                                                                    | Argentina                                                                | Amichevole                                                               | -                                                                        |                                                                          |
| 18-11-2019                                                               | Tel Aviv                                                                 | Argentina                                                                | 2 – 2                                                                    | Uruguay                                                                  | Amichevole                                                               | -                                                                        |                                                                          |
| 8-10-2020                                                                | Buenos Aires                                                             | Argentina                                                                | 1 – 0                                                                    | Ecuador                                                                  | Qual. Mondiali 2022                                                      | -                                                                        | 79’                                                                      |
| 13-10-2020                                                               | La Paz                                                                   | Bolivia                                                                  | 1 – 2                                                                    | Argentina                                                                | Qual. Mondiali 2022                                                      | -                                                                        |                                                                          |
| 12-11-2020                                                               | Buenos Aires                                                             | Argentina                                                                | 1 – 1                                                                    | Paraguay                                                                 | Qual. Mondiali 2022                                                      | -                                                                        |                                                                          |
| 17-11-2020                                                               | Lima                                                                     | Perù                                                                     | 0 – 2                                                                    | Argentina                                                                | Qual. Mondiali 2022                                                      | -                                                                        | 60’                                                                      |
| 8-6-2021                                                                 | Barranquilla                                                             | Colombia                                                                 | 2 – 2                                                                    | Argentina                                                                | Qual. Mondiali 2022                                                      | -                                                                        | 75’                                                                      |
| 14-6-2021                                                                | Rio de Janeiro                                                           | Argentina                                                                | 1 – 1                                                                    | Cile                                                                     | Coppa America 2021 - 1º turno                                            | -                                                                        |                                                                          |
| 18-6-2021                                                                | Brasilia                                                                 | Argentina                                                                | 1 – 0                                                                    | Uruguay                                                                  | Coppa America 2021 - 1º turno                                            | -                                                                        |                                                                          |
| 3-7-2021                                                                 | Goiânia                                                                  | Argentina                                                                | 3 – 0                                                                    | Ecuador                                                                  | Coppa America 2021 - Quarti di finale                                    | -                                                                        | 45+4’                                                                    |
| 6-7-2021                                                                 | Brasilia                                                                 | Argentina                                                                | 1 – 1 dts (3 – 2 dtr)                                                    | Colombia                                                                 | Coppa America 2021 - Semifinale                                          | -                                                                        |                                                                          |
| 10-7-2021                                                                | Rio de Janeiro                                                           | Argentina                                                                | 1 – 0                                                                    | Brasile                                                                  | Coppa America 2021 - Finale                                              | -                                                                        | 81’                                                                      |
| 2-9-2021                                                                 | Caracas                                                                  | Venezuela                                                                | 1 – 3                                                                    | Argentina                                                                | Qual. Mondiali 2022                                                      | -                                                                        |                                                                          |
| 9-9-2021                                                                 | Buenos Aires                                                             | Argentina                                                                | 3 – 0                                                                    | Bolivia                                                                  | Qual. Mondiali 2022                                                      | -                                                                        |                                                                          |
| 7-10-2021                                                                | Asunción                                                                 | Paraguay                                                                 | 0 – 0                                                                    | Argentina                                                                | Qual. Mondiali 2022                                                      | -                                                                        |                                                                          |
| 10-10-2021                                                               | Buenos Aires                                                             | Argentina                                                                | 3 – 0                                                                    | Uruguay                                                                  | Qual. Mondiali 2022                                                      | -                                                                        |                                                                          |
| 14-10-2021                                                               | Buenos Aires                                                             | Argentina                                                                | 1 – 0                                                                    | Perù                                                                     | Qual. Mondiali 2022                                                      | -                                                                        |                                                                          |
| 12-11-2021                                                               | Montevideo                                                               | Uruguay                                                                  | 0 – 1                                                                    | Argentina                                                                | Qual. Mondiali 2022                                                      | -                                                                        |                                                                          |
| 16-11-2021                                                               | San Juan                                                                 | Argentina                                                                | 0 – 0                                                                    | Brasile                                                                  | Qual. Mondiali 2022                                                      | -                                                                        |                                                                          |
| 27-1-2022                                                                | Calama                                                                   | Cile                                                                     | 1 – 2                                                                    | Argentina                                                                | Qual. Mondiali 2022                                                      | -                                                                        | 39’                                                                      |
| 25-3-2022                                                                | Buenos Aires                                                             | Argentina                                                                | 3 – 0                                                                    | Venezuela                                                                | Qual. Mondiali 2022                                                      | -                                                                        |                                                                          |
| 29-3-2022                                                                | Guayaquil                                                                | Ecuador                                                                  | 1 – 1                                                                    | Argentina                                                                | Qual. Mondiali 2022                                                      | -                                                                        | 64’                                                                      |
| 1-6-2022                                                                 | Londra                                                                   | Italia                                                                   | 0 – 3                                                                    | Argentina                                                                | Coppa dei Campioni CONMEBOL-UEFA 2022                                    | -                                                                        | 22’                                                                      |
| 28-9-2022                                                                | Harrison                                                                 | Argentina                                                                | 3 – 0                                                                    | Giamaica                                                                 | Amichevole                                                               | -                                                                        |                                                                          |
| 16-11-2022                                                               | Abu Dhabi                                                                | Emirati Arabi Uniti                                                      | 0 – 5                                                                    | Argentina                                                                | Amichevole                                                               | -                                                                        | 46’                                                                      |
| 22-11-2022                                                               | Lusail                                                                   | Argentina                                                                | 1 – 2                                                                    | Arabia Saudita                                                           | Mondiali 2022 - 1º turno                                                 | -                                                                        |                                                                          |
| 26-11-2022                                                               | Lusail                                                                   | Argentina                                                                | 2 – 0                                                                    | Messico                                                                  | Mondiali 2022 - 1º turno                                                 | -                                                                        |                                                                          |
| 30-11-2022                                                               | Doha                                                                     | Polonia                                                                  | 0 – 2                                                                    | Argentina                                                                | Mondiali 2022 - 1º turno                                                 | -                                                                        |                                                                          |
| 3-12-2022                                                                | Al Rayyan                                                                | Argentina                                                                | 2 – 1                                                                    | Australia                                                                | Mondiali 2022 - Ottavi di finale                                         | -                                                                        |                                                                          |
| 9-12-2022                                                                | Lusail                                                                   | Paesi Bassi                                                              | 2 – 2 dts (3 – 4 dtr)                                                    | Argentina                                                                | Mondiali 2022 - Quarti di finale                                         | -                                                                        | 102’                                                                     |
| 13-12-2022                                                               | Lusail                                                                   | Argentina                                                                | 3 – 0                                                                    | Croazia                                                                  | Mondiali 2022 - Semifinale                                               | -                                                                        | 71’                                                                      |
| 18-12-2022                                                               | Lusail                                                                   | Argentina                                                                | 3 – 3 dts (4 – 2 dtr)                                                    | Francia                                                                  | Mondiali 2022 - Finale                                                   | -                                                                        |                                                                          |
| 23-3-2023                                                                | Buenos Aires                                                             | Argentina                                                                | 2 – 0                                                                    | Panama                                                                   | Amichevole                                                               | -                                                                        | 46’                                                                      |
| 28-3-2023                                                                | Santiago del Estero                                                      | Argentina                                                                | 7 – 0                                                                    | Curaçao                                                                  | Amichevole                                                               | -                                                                        | 50’                                                                      |
| 15-6-2023                                                                | Pechino                                                                  | Argentina                                                                | 2 – 0                                                                    | Australia                                                                | Amichevole                                                               | -                                                                        | 46’                                                                      |
| 7-9-2023                                                                 | Buenos Aires                                                             | Argentina                                                                | 1 – 0                                                                    | Ecuador                                                                  | Qual. Mondiali 2026                                                      | -                                                                        |                                                                          |
| 12-9-2023                                                                | La Paz                                                                   | Bolivia                                                                  | 0 – 3                                                                    | Argentina                                                                | Qual. Mondiali 2026                                                      | -                                                                        |                                                                          |
| 12-10-2023                                                               | Buenos Aires                                                             | Argentina                                                                | 1 – 0                                                                    | Paraguay                                                                 | Qual. Mondiali 2026                                                      | 1                                                                        | cap.                                                                     |
| 17-10-2023                                                               | Lima                                                                     | Perù                                                                     | 0 – 2                                                                    | Argentina                                                                | Qual. Mondiali 2026                                                      | -                                                                        |                                                                          |
| 16-11-2023                                                               | Buenos Aires                                                             | Argentina                                                                | 0 – 2                                                                    | Uruguay                                                                  | Qual. Mondiali 2026                                                      | -                                                                        |                                                                          |
| 21-11-2023                                                               | Rio de Janeiro                                                           | Brasile                                                                  | 0 – 1                                                                    | Argentina                                                                | Qual. Mondiali 2026                                                      | 1                                                                        |                                                                          |
| 22-3-2024                                                                | Filadelfia                                                               | Argentina                                                                | 3 – 0                                                                    | El Salvador                                                              | Amichevole                                                               | -                                                                        | 46’                                                                      |
| 26-3-2024                                                                | Los Angeles                                                              | Argentina                                                                | 3 – 1                                                                    | Costa Rica                                                               | Amichevole                                                               | -                                                                        | 82’                                                                      |
| 14-6-2024                                                                | Landover                                                                 | Argentina                                                                | 4 – 1                                                                    | Guatemala                                                                | Amichevole                                                               | -                                                                        | 21’                                                                      |
| 20-6-2024                                                                | Atlanta                                                                  | Argentina                                                                | 2 – 0                                                                    | Canada                                                                   | Coppa America 2024 - 1º turno                                            | -                                                                        | 77’                                                                      |
| 29-6-2024                                                                | Miami Gardens                                                            | Argentina                                                                | 2 – 0                                                                    | Perù                                                                     | Coppa America 2024 - 1º turno                                            | -                                                                        |                                                                          |
| 4-7-2024                                                                 | Houston                                                                  | Argentina                                                                | 1 – 1 (4 – 2 dtr)                                                        | Ecuador                                                                  | Coppa America 2024 - Quarti di finale                                    | -                                                                        | 78’                                                                      |
| 9-7-2024                                                                 | East Rutherford                                                          | Argentina                                                                | 2 – 0                                                                    | Canada                                                                   | Coppa America 2024 - Semifinale                                          | -                                                                        | 64’                                                                      |
| 14-7-2024                                                                | Miami Gardens                                                            | Argentina                                                                | 1 – 0 dts                                                                | Colombia                                                                 | Coppa America 2024 - Finale                                              | -                                                                        | 117’                                                                     |
| 5-9-2024                                                                 | Buenos Aires                                                             | Argentina                                                                | 3 – 0                                                                    | Cile                                                                     | Qual. Mondiali 2026                                                      | -                                                                        | cap.                                                                     |
| 10-9-2024                                                                | Barranquilla                                                             | Colombia                                                                 | 2 – 1                                                                    | Argentina                                                                | Qual. Mondiali 2026                                                      | -                                                                        | cap.                                                                     |
| 10-10-2024                                                               | Maturín                                                                  | Venezuela                                                                | 1 – 1                                                                    | Argentina                                                                | Qual. Mondiali 2026                                                      | 1                                                                        |                                                                          |
| 15-10-2024                                                               | Buenos Aires                                                             | Argentina                                                                | 6 – 0                                                                    | Bolivia                                                                  | Qual. Mondiali 2026                                                      | -                                                                        | 73’                                                                      |
| 14-11-2024                                                               | Asunción                                                                 | Paraguay                                                                 | 2 – 1                                                                    | Argentina                                                                | Qual. Mondiali 2026                                                      | -                                                                        | 81’                                                                      |
| 19-11-2024                                                               | Buenos Aires                                                             | Argentina                                                                | 1 – 0                                                                    | Perù                                                                     | Qual. Mondiali 2026                                                      | -                                                                        |                                                                          |
| 21-3-2025                                                                | Montevideo                                                               | Uruguay                                                                  | 0 – 1                                                                    | Argentina                                                                | Qual. Mondiali 2026                                                      | -                                                                        | cap.                                                                     |
| 25-3-2025                                                                | Buenos Aires                                                             | Argentina                                                                | 4 – 1                                                                    | Brasile                                                                  | Qual. Mondiali 2026                                                      | -                                                                        | cap. 69’                                                                 |
| 10-6-2025                                                                | Buenos Aires                                                             | Argentina                                                                | 1 – 1                                                                    | Colombia                                                                 | Qual. Mondiali 2026                                                      | -                                                                        |                                                                          |
| Totale                                                                   |                                                                          | Presenze (5º posto)                                                      | 126                                                                      |                                                                          | Reti                                                                     | 7                                                                        |                                                                          |

## Palmarès

### Club

#### Competizioni nazionali
- Campionato portoghese: 4

Porto: 2010-2011, 2011-2012, 2012-2013
Benfica: 2022-2023
- Coppa del Portogallo: 1

Porto: 2010-2011
- Supercoppa di Portogallo: 5

Porto: 2011, 2012, 2013,
Benfica: 2023, 2025
- Coppa di Lega inglese: 4

Manchester City: 2015-2016, 2017-2018, 2018-2019, 2019-2020
- Campionato inglese: 2

Manchester City: 2017-2018, 2018-2019
- Community Shield: 2

Manchester City: 2018, 2019
- Coppa d'Inghilterra: 1

Manchester City: 2018-2019
- Coppa di Lega portoghese: 1

Benfica: 2024-2025

#### Competizioni internazionali
- UEFA Europa League: 1

Porto: 2010-2011

### Nazionale
- Coppa America: 2

Brasile 2021, Stati Uniti 2024
- Coppa dei Campioni CONMEBOL-UEFA: 1

Finalissima 2022
- Campionato mondiale: 1

Qatar 2022

### Individuale
- Squadra ideale della Liga: 1

2014-2015